# 阿莫埃罗
阿莫埃罗，是西班牙加利西亚自治区奥伦塞省的一个市镇。总面积40平方公里，总人口2298人（2001年），人口密度57人/平方公里。